# War Wind II: Human Onslaught
War Wind II: Human Onslaught est un jeu vidéo de stratégie en temps réel (STR) développé par DreamForge Intertainment et publié sur PC par Strategic Simulations le 30 novembre 1997 aux États-Unis. Le jeu se déroule dans un univers de science-fiction peu après les événements décrits dans le premier épisode de la série, War Wind (1996). Comme dans celui-ci, quatre factions distinctes sont toujours disponibles : Deux d’entre elles étant des regroupements des races de War Wind, les deux autres étant constituées d’humains se retrouvant mêlés au conflit par hasard. Comme son prédécesseur, le jeu est bien reçu par les journalistes spécialisés qui mettent en avant la qualité de son scénario mais qui notent que son gameplay est très, voire trop, proche de celui du jeu original.

## Trame
Le jeu se déroule dans un univers de science-fiction appelé Yavaun peu après les événements décrits dans le premier épisode de la série, War Wind. Dans celui-ci, l'empire des Tha'roon et des Obblinox était mis à mal par une rébellion menée par les Shama'li, permettant aux esclaves de l'empire (les Eaggra) de se libérer du joug de leurs maîtres. L'histoire de Human Onslaught débute alors que l'alliance des Tha'roon et des  Obblinox attaque les Shama'li et les Eaggra, forçant ces derniers à invoquer l'aide de NagaRom, un puissant artefact situé sur une planète éloignée. Celui-ci attire à lui un groupe de scientifiques et de marines terriens qui se trouve engagé dans le conflit. Au cours des décennies suivantes, les forces terriennes se scindent en deux factions, l'une d'elles ayant pour objectif de retourner sur Terre, l'autre cherchant à annexer Yavaun.

## Système de jeu
War Wind II est un jeu de stratégie en temps réel dans la lignée de son prédécesseur. Comme dans celui-ci, le joueur doit gérer ses ressources, développer sa base et créer une armée pour combattre ses adversaires. Le joueur peut choisir de commander l'une des quatre factions du jeu : l'alliance des Tha'roon et des Obblinox, le S.U.N regroupant les Eaggra et les Shama'li, et les descendants respectifs des scientifiques et des marines terriens. Chaque faction dispose d’une vingtaine d’unités qui diffèrent d’une race à l’autre. Outre ces unités, les cartes du jeu sont peuplées de créatures hostiles, qu’il est parfois possible d’apprivoiser. Les unités de chaque camp peuvent être classées en différentes catégories : les ouvriers, les guerriers, les mages, les robots, les véhicules et le chef. Le chef est l’unité la plus importante. S’il meurt, la partie se termine, et il dispose de deux pouvoirs spéciaux : la persuasion, qui permet d’enrôler un personnage neutre, et les chants de guerre qui augmentent temporairement les performances des unités dans certains domaines. 
War Wind II  inclut un certain nombre de nouveautés par rapport au jeu original. Deux nouvelles ressources font ainsi leur apparition. Le joueur doit donc gérer trois ressources : l’argent, le butanium et la nourriture. L’argent est obtenue en envoyant des ouvriers défricher les forêts et permet de construire des bâtiments, d’effectuer des recherches ou d’augmenter le niveau des troupes. Le butanium est un gaz naturel qui sert à alimenter les véhicules. Lorsque ces derniers manquent de carburant, ils perdent peu à peu en vitesse et en puissance. La manière d’exploiter les geysers de gaz diffère d’une faction à l’autre et nécessite par exemple de construire des raffineries près des geysers, de fabriquer des robots collecteurs ou de lancer un sortilège d’extraction. Pour la nourriture, deux modes de gestion sont proposés. Le premier, équivalent à celui de Warcraft II, nécessite de construire des bâtiments spécifiques qui couvre les besoins en vivres d’un certain nombre d’unités. Le second permet de gérer la consommation de chaque unité et, comme pour le carburant, le manque de nourriture infuence de manière négative les performances des unités.
Le jeu propose quatre campagnes, une pour chacune des factions. Chaque campagne est composée d’une douzaine de missions, dont l’objectif est généralement d’éliminer l’adversaire. Les missions ne sont pas totalement indépendantes et le joueur peut conserver des héros et des unités d’un scénario à l’autre. Le jeu dispose également d'un mode multijoueur, allant jusqu'à quatre joueurs, permettant de s'affronter en réseau local ou par Modem.

## Accueil
| War Wind              |      |       |
| Média                 | Pays | Notes |
| Computer Gaming World | US   | 3,5/5 |
| Cyber Stratège        | FR   | 4/5   |
| GameSpot              | US   | 80 %  |
| Gen4                  | FR   | 3/5   |
| PC Gamer UK           | UK   | 59 %  |
| PC PowerPlay          | AUS  | 54 %  |
| PC Zone               | UK   | 83 %  |

À sa sortie, War Wind II fait l’objet d’une critique plutôt positive de Gavin Hachiya Wasserman dans le magazine Computer Gaming World qui juge qu’il se repose sur les lauriers de son prédécesseurs, avec une réalisation et un gameplay très proche de ceux de War Wind, mais qu’il offre néanmoins « une expérience de jeu solide et palpitante ». Il estime en effet qu’il conserve les qualités du jeu original, avec notamment ses quatre factions, la possibilité de conserver des unités d’un scénario à l’autre et sa grande variété de troupes et de bâtiments, qui promet d’après lui « un mode multijoueur fantastique ». Il met également en avant sa bonne durée de vie, offerte par ses campagnes non-linéaires et son éditeur de scénario. Il déplore en revanche la présence de quelques bugs, dans les sauvegardes et les objectifs des missions, et son « manque d’innovation » avant de conclure qu’il « n’a pas de spécificité susceptible d’en faire un classique » mais qu’il constitue néanmoins « un bon jeu » qui se distingue des autres titres du genre. Dans le magazine Cyber Stratège, le journaliste Eric Sublet est un peu plus enthousiaste. Sur le plan technique, il souligne d’abord sa réalisation correcte, avec des « graphismes hauts en couleur », des « animations d’un bon niveau », de « superbes scènes cinématiques » et des musiques et des effets sonores qui collent parfaitement à l’ambiance du jeu. Il déplore par contre son pathfinding « peu performant » et son interface « perfectible », malgré des améliorations par rapport au jeu original. Concernant son gameplay, il met en avant ses originalités, dont la possibilité de conserver des troupes d’un scénario a l’autre, les unités totalement différentes d’une faction à l’autre et les nombreuses caractéristiques originales des unités. Il salue également sa difficulté progressive et bien dosé et ses nombreuses options avant de conclure qu’il s’agit d’un jeu « très agréable » doté d’un « univers original » et susceptible de satisfaire les joueurs les plus exigeants. La critique de Arnaud Crampet dans le magazine Gen4 est plus mitigée. Celui-ci estime en effet que si les principaux défauts de son prédécesseur, dont la gestion des héros et des améliorations ou l’efficacité des véhicules, ont été corrigés, son interface à en revanche peu évolué et reste agréable mais trop lente. Il juge ainsi que s’il bénéficie de graphismes agréables et d’une ambiance originale, il souffre de la comparaison avec Total Annihilation ou Command and Conquer : Alerte rouge dont il n’a pas la jouabilité. 